# داویت گورامیشویلی
داویتْ گورامیشْویلی (به گرجی:  დავით გურამიშვილი) (زاده ۱۷۰۵، درگذشت ۲۱ ژوئیه ۱۷۹۲ میلادی) یک شاعر گرجی بود که سروده‌های او از عالی‌ترین قطعات پیشا-رمانتیسم ادبیات گرجی به حساب می‌آیند. او اشعار خود را در غربت سروده است، چرا که به سبب بدشانسی‌های شخصی و شرایط بی‌ثبات گرجستان، مجبور بود تا چندین سال در خدمت ارتش امپراتوری روسیه بگذراند و اینگونه شد که حدود هفتاد سال از عمر ۸۷ سالهٔ خود را در شهر میرهورود اوکراین - که جزو قلمرو امپراتوری روسیه بود - در انتظار بازگشت به وطن گذراند. او در سن ۸۲ سالگی (۵ سال قبل از مرگ) زندگی‌نامهٔ خود را - که تحت عنوان داویتیانی به نظم درآورده بود - به دست یک سفیر گرجی به گرجستان فرستاد تا بلکه بتواند به طریقی به وطن خود بازگردد، اما او هیچ وقت نتوانست به گرجستان بازگردد و در سال ۱۷۹۲ به عمر غم انگیز خود در غربت پایان داد.

## زندگی‌نامه

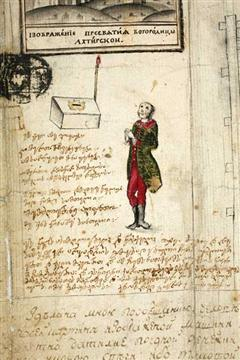
صفحه‌ای از نسخهٔ خطی منظومهٔ داویتیانی

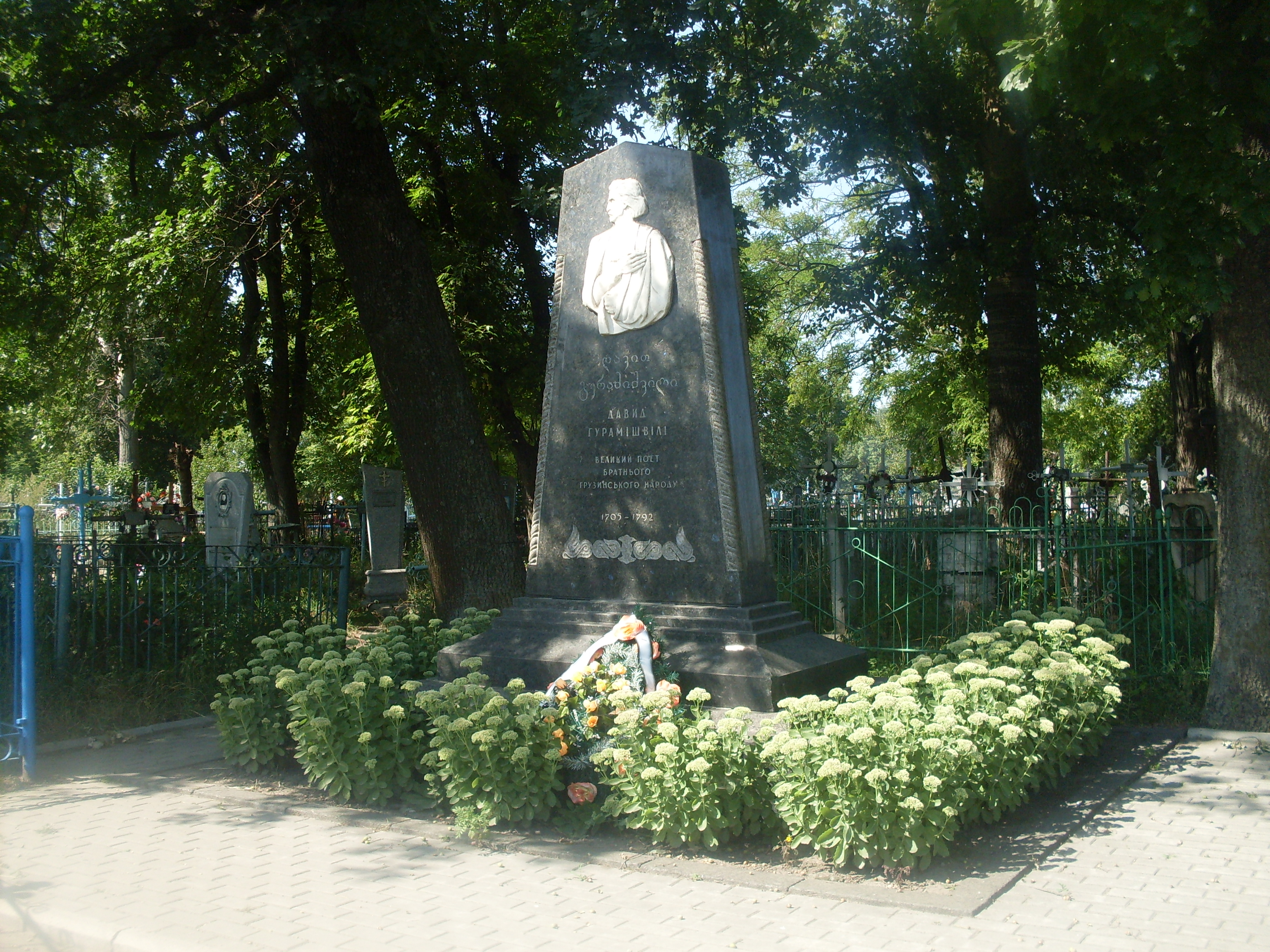
آرامگاه داویت گورامیشویلی در میرهورود اوکراین

داویت در خانوادهٔ اشرافی گورامیشویلی از خاندان سلطنتی آمیلاخواری و در روستای گوریس اوبانی در ایمرتی گرجستان به دنیا آمد. او سال‌های اولیهٔ عمر خود را در ملک موروثی شان نزدیک ساگورامو گرجستان گذراند. او در سن ۱۸ سالگی به عنوان سرباز در نبرد زدوالا - که در آن واختانگ ششم در مقابل ارتش امپراتوری عثمانی، قبایل داغستانی و گرجی‌های مسلمان شده شکست خورد و در نتیجهٔ آن گرجستان به بی‌ثباتی کشیده شد - شرکت کرد. او این دوره را در چند بخش از منظومهٔ داویتیانی با نام پریشانی گرجستان آورده است.
در سال ۱۷۲۷/۲۸ هنگامی که ایلیاتی‌های داغستانی به سوءاستفاده از هرج و مرج به وجود آمده در گرجستان مشغول چپاولگری بودند، داویت را گروگان گرفته و در اسارت خود نگه داشتند تا اینکه روزی داویت از دست آنان فرار کرد و راه شمال را در پیش گرفت. او راه خود را از میان کوهستان‌های صعب العبور به سمت درهٔ تِرِک ادامه داده و در آنجا با اردوگاهی از کازاکها برخورد کرد. از آنجا به مسکو رفته و به جمع اطرافیان واختانگ ششم در تبعیدگاه روسی شان پیوست. او در مسکو به مسئولیت اقدامات فرهنگی و آموزشی واختانگ ششم گماشته شد تا اینکه در سال ۱۷۳۷ با مرگ واختانگ، خاندان او همچنین شامل گورامیشویلی به تاج و تخت روسیه ثابت قدم شده و در قالب یک لشکر گرجی به ارتش امپراتوری روسیه پیوستند. در این موقعیت، املاکی در میرهورود و زوبوکا در اوکراین امروزی به داویت بخشیده شد تا در آنجا زندگی کند.
او به عنوان یکی از افسران ارتش امپراتوری روسیه در جنگ‌های امپراتوری روسیه با امپراتوری عثمانی (۱۷۳۵–۱۷۳۹)، سوئد (۱۷۴۱–۱۷۴۳) و همچنین جنگ هفت ساله شرکت کرد. او در جریان جنگ هفت ساله توسط ارتش پروسه مجروح شده و به اسارت گرفته شد، و این اسارت فقط تا دسامبر ۱۷۵۹ نبود که او از زندان ماگدبورگ رهایی یافته و مجاز به بازگشت به روسیه شد، داویت دوباره به ملک خود در میرهورود رفت، جایی که او همراه با همسرش شاهزاده تاتیانا آوالاشویلی زندگی می‌کرد.
او آنجا آسیاب‌های آبی گرجستان را بین کشاورزان اوکراینی رواج داد و همچنین اشعار سوگ، ندامت و تسلی را برای شرایط گرجستان و بخت بد خود سرود. او به جز سرودن اشعار فولکوریک گرجی، معیارهای روسی، اوکراینی و لهستانی را نیز به کار گرفت و ترکیب کرد. به قول پروفسور دونالد ریفیلد: «دو عنصر ناسازگار: ریاضت روحانی انجیل خوانان گرجی و خوشگذرانی جسمانی رعیت روسی». او روایت یک تغییر مسیر حیرت‌آور از اشتیاقات مذهبی به تمایلات جنسی را در قصیده‌ای به نام زوبوکا آورده است که مضمون آن تفریح و هوسبازی شخصیت اصلی داستان با یک دختر روستایی است.
با طراوت‌ترین و بهاری‌ترین شعر او تحت عنوان چوپان کاتسویا یک قصیدهٔ تخیلی است که شاعر زندگی یک خانوادهٔ گرجی را در سرزمین‌های کوهستانی گرجستان و همچنین عدن گرجستان را هنگام نبود جنگ و بلایای طبیعی به تصویر می‌کشد. درون مایهٔ همهٔ تألیفات او را می‌توان با یک تفکر و تأمل مذهبی در نوشته‌های او در وصیت نامه‌اش و همچنین نوشته‌های روی سنگ قبر او استنتاج نمود.
داویت گورامیشویلی در سن ۸۲ سالگی (۵ سال قبل از مرگ) به‌طور اتفاقی شاهزاده میریان فرزند ایراکلی دوم - پادشاه وقت گرجستان که ثبات را دوباره به گرجستان برگردانده بود - را ملاقات کرد که به دستور پدرش جهت انجام مأموریتی سیاسی به روسیه رفته بود. داویت که سرگذشت حدود ۸۰ سال از غم انگیز خود را در قالب منظومهٔ داویتیانی سروده بود، آن را به میریان داد تا به گرجستان ببرد، بلکه این دوری از وطن به پایان برسد. اما اینگونه نشد و او به آرزوی چندین سالهٔ خود نرسید و ۵ سال بعد از این ملاقات، در روز ۲۱ ژوئیه ۱۷۹۲ میلادی از دنیا رفت و در شهر میرهورود اوکراین در کلیسایی موسوم به عروج مریم مقدس  به خاک سپرده شد.
منظومهٔ داویتیانی نیز در سال ۱۸۷۰ میلادی در گرجستان به چاپ رسیده و منتشر شد.